# Xuân An (thị trấn)
Xuân An là một thị trấn thuộc huyện Nghi Xuân, tỉnh Hà Tĩnh, Việt Nam.

## Địa lý
Thị trấn Xuân An có vị trí địa lý:
- Phía đông giáp xã Xuân Giang
- Phía tây và phía bắc giáp tỉnh Nghệ An qua Sông Lam
- Phía nam giáp xã Xuân Hồng và xã Xuân Viên.

Thị trấn Xuân An có diện tích 11,33 km², dân số năm 2022 là 13.100 người, mật độ dân số đạt 1.156 người/km².

## Hành chính
Thị trấn Xuân An được chia thành 12 tổ dân phố: 1, 2, 3, 4, 5, 6, 7, 8A, 8B, 9, 10, 11.

## Lịch sử
Ngày 16 tháng 12 năm 2021, HĐND tỉnh Hà Tĩnh ban hành Nghị quyết số 58/NQ-HĐND về việc sáp nhập tổ dân phố 12 vào tổ dân phố 11.

## Văn hóa
- Chùa Thanh Lương
- Đền thờ Danh nhân Trần Bảo Tín.
- Cụm Di tích Cây Đa, Rú Cơm, Chùa Phong Phạn.
- Dí tích Mố bờ Nam cầu phao Bến Thủy.